# The Last Great Traffic Jam
The Last Great Traffic Jam è un album live, uscito anche nella confezione DVD, del gruppo rock inglese dei Traffic, registrato durante la tournée del 1994, anno della loro riunificazione.

## Brani sul DVD
1. Pearly Queen (Steve Winwood, Jim Capaldi)
2. Medicated Goo (Winwood, Jimmy Miller)
3. Mozambique (Winwood, Capaldi[2])
4. 40,000 Headmen (Winwood, Capaldi)
5. Glad (Winwood)
6. Walking in the Wind (Winwood, Capaldi)
7. The Low Spark of High Heeled Boys (Winwood, Capaldi)
8. Light Up Or Leave Me Alone (Capaldi)
9. Dear Mr. Fantasy (Winwood, Capaldi, Chris Wood)
10. John Barleycorn (Must Die) (traditional)
11. Gimme Some Lovin' (Winwood, Muff Winwood, Spencer Davis)

## Brani in più su disco
(solo audio)
1. 40,000 Headmen
2. John Barleycorn (Must Die)
3. Low Spark of High Heeled Boys

## Musicisti
- Steve Winwood - tastiere, voce solista (tranne in Light Up or Leave Me Alone), chitarra
- Jim Capaldi - batteria, percussioni, voce solista in Light Up or Leave Me Alone e John Barleycorn, seconda voce

con :
- Rosko Gee – basso
- Randall Bramblett – flauto, sassofono
- Michael McEvoy – tastiere, chitarra, viola, armonica
- Walfredo Reyes, Jr. – batteria, percussioni
- Jerry Garcia - chitarra in Dear Mr. Fantasy